# Buse rounoir
Buteo rufofuscus
 (juin 2013).
Si vous disposez d'ouvrages ou d'articles de référence ou si vous connaissez des sites web de qualité traitant du thème abordé ici, merci de compléter l'article en donnant les références utiles à sa vérifiabilité et en les liant à la section « Notes et références ».
Espèce
Statut de conservation UICN

 LC  : Préoccupation mineure
Statut CITES
La Buse rounoir (Buteo rufofuscus) est une espèce de rapaces diurnes de la famille des Accipitridae.

## Répartition
Cet oiseau vit en Afrique australe, notamment en Afrique du Sud,.

## Taxinomie
Des études phylogéniques ont montré que deux des sous-espèces traditionnelles de la Buse rounoir devaient être considérées comme des espèces à part entière. Dans la classification de référence du Congrès ornithologique international, ces sous-espèces sont devenues la Buse augure (Buteo augur) et la Buse d'Archer (Buteo archeri).

## Habitat
Il s'agit d'une espèce montagnarde, typiquement présente aux environs de 2 000 m d'altitude et jusqu'à 3 500 m, fréquentant notamment les savanes et les prairies. Ce n'est pas une espèce migratrice.

## Description

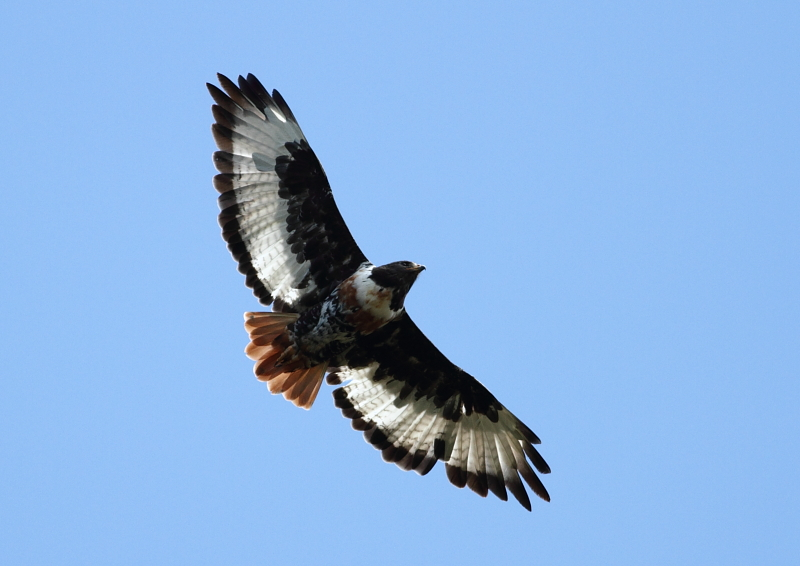
au Lesotho

Leur taille varie de 40 à 100 cm. La femelle est souvent plus grande que le mâle. 
L'adulte possède un plumage remarquable. Il est quasiment entièrement noir avec une queue marron. Les plumes principales sont noirâtres et le plumage secondaire est blanc cassé, barré de noir. Sous le bec et autour de la gorge, il est principalement blanc. Le dessous des ailes est également blanc tacheté de noir, formant une bande grise au bord des ailes. La jeune buse rounoir est plutôt marron dessus et brun clair dessous et au niveau de la queue. Elle peut être confondue avec la buse variable en hiver, mais a des ailes plus larges.
La buse rounoir a un cri très similaire au chacal à chabraque et évoque aussi la buse à queue rousse. Le cri de la Buse augur ressemble davantage a un aboiement.

## Comportement
Les couples ont des comportements aériens bruyants, y compris durant la saison de l'élevage des petits. Le nid de branchages d'un diamètre allant jusqu'à un mètre est construit dans un arbre ou dans un creux de falaise et est fréquemment réutilisé et élargi les saisons suivantes. Un à cinq œufs sont pondus et incubés par la femelle seule, tandis que la nourriture est apportée par le mâle.
Les œufs éclosent en quarante jours environ, puis les petits prennent leur envol après cinquante-six à soixante jours. En soixante-dix jours, ils deviennent indépendants du nid, mais accompagnent les couples adultes quelque temps.
Le régime de la Buse rounoir est principalement composé de petits mammifères, mais aussi de serpents, de lézards, de petits oiseaux terrestres, d'insectes et de charognes. Il fond typiquement sur ses proies depuis une position perchée ou un vol en ronds stationnaires.
Les caracals attaquent parfois la buse rounoir pour se nourrir.